# Mortadelo de la Mancha
Mortadelo de la Mancha est une bande dessinée espagnole illustrée par Francisco Ibáñez, appartenant à la franchise Mortadel et Filémon, éditée en 2005.

## Synopsis
Bactério a inventé une nouvelle machine qui permet de transformer une personne en personnage d'un livre. Super décide d'expérimenter la machine sur Mortadel et Filémon avec le livre de James Bond. Malheureusement, Super prend le livre de Don Quichotte qu'Ofélia avait mis à sa place et les deux infortunés se prennent pour Don Quichotte (Mortadel) et Sancho (Filémon). Commence ici une suite d'aventures et de mésaventures pour Mortadel de la manche et son fidèle Filémoncho.

## Éditions
Ibáñez déteste le livre Don Quichotte de la Manche de Miguel de Cervantes, parce qu'on l'a forcé à le lire à l'école et qu'il n'a jamais voulu le lire. C'est pourquoi, à l'occasion du quatrième centenaire de la publication de la première partie, il a décidé de la réaliser pour se venger. Après l'avoir terminée, il l'a présentée à la chocolaterie San Ginés de Madrid.
La bande dessinée commence à être publiée en février 2005 et connait un grand succès de vente en Espagne, avec 50 000 exemplaires vendus au cours du premier mois et demi et plus de 100 000 exemplaires vendus à la fin de l'année.
En plus de ses différentes publications en format album, elle est également publiée en format numérique au prix de 3,99 euros.

## Inspirations
Comme dans chacun des albums de la série, Ibáñez émaille ses dessins de nombreuses références culturelles, que ce soit la littérature, la politique espagnole ou l'actualité. Spécifiquement, ce tome est paru en 2005, au moment du quatrième centenaire de la première édition de Don Quichotte et cette bande dessinée lui rend un hommage appuyé, mêlé de parodie.
Par exemple, outre Mortadelo (Alonso Quichano) et Filemón (Sancho Panza), deux autres personnages sont incarnés : Ofelia (Dulcinée) et El Súper (Sansón Carrasco).
L’épisode des outres de vin est remplacé dans la bande dessinée par des ballons dirigeables que Mortadelo attaque : à bord des ballons crevés, se trouvent divers leaders du Parti Populaire: José María Aznar, Mariano Rajoy, Francisco Álvarez Cascos, Federico Trillo, Josep Piqué et Alejo Vidal-Quadras.
Dans l'analyse de Roselyne Mogin-Martin : « Mortadelo et Filemón, après leur passage par la machine du professeur Bacterio, parlent comme au temps de Cervantes, et Ibáñez semble avoir fait à ce propos un sérieux effort de documentation, en particulier en matière de syntaxe : conjugaison des verbes, système d’emploi des pronoms sujets et compléments, des possessifs, etc. Le vocabulaire est aussi archaïque, et devient pittoresque lorsqu’il s’agit de décrire des réalités inconnues à l’époque, comme par exemple le football. Le jeu ne s’arrête pas à la simple imitation, mais se complexifie en mêlant au langage cervantin des expressions et allusions modernes, et l’effet de contraste amplifie le comique. »
Les fameux moulins à vents sont remplacés par un cabaret, probable référence à des établissements tels que El Molino à Barcelone, en Espagne, ou le Moulin-Rouge à Paris, en France. Par ailleurs, un des gags est relatif à la phrase « Mon royaume pour un cheval » (« mi reino por un caballo » p. 20-21) de la pièce Richard III.

## Accueil
Les spécialistes de l'œuvre d'Ibáñez considèrent que la bande dessinée relève le niveau d'autres albums de l'époque, en particulier pour la parodie de l'espagnol ancien parlé par les agents, mais ils critiquent la scatologie et l'abus de langage vulgaire.